# Almaraz (kommunhuvudort)
Almaraz är en kommunhuvudort i Spanien.   Den ligger i provinsen Provincia de Cáceres och regionen Extremadura, i den centrala delen av landet, 180 km väster om huvudstaden Madrid. Almaraz ligger 273 meter över havet och antalet invånare är 1 306.
Terrängen runt Almaraz är platt åt nordväst, men åt sydost är den kuperad. Runt Almaraz är det mycket glesbefolkat, med 2 invånare per kvadratkilometer. Närmaste större samhälle är Navalmoral de la Mata, 14,5 km nordost om Almaraz. Omgivningarna runt Almaraz är huvudsakligen savann.